# Mezoplaneta
Mezoplaneta – termin zaproponowany przez Izaaka Asimova na określenie obiektów planetarnych o wielkości mniejszej niż Merkury, ale większych niż planeta karłowata Ceres. W czasie, gdy Asimov zaproponował wprowadzenie tego terminu, jedynie Pluton swoimi rozmiarami spełniał to kryterium. Obecnie jednak w grupie objętej tą definicją można wymienić wiele obiektów, takich jak: (136199) Eris, (136472) Makemake, (136108) Haumea, (90377) Sedna, (90482) Orkus, (50000) Quaoar i być może (20000) Waruna, pod warunkiem, że liczy się jedynie wielkość średnicy obiektu. Nie bierzemy pod uwagę ich masy, ponieważ masa wielu obiektów Układu Słonecznego nie jest dokładnie ustalona.
Termin ten Asimov zaproponował w eseju "Co się kryje w nazwie?" (ang. – "What's in a name?"), który wydał po raz pierwszy w Los Angeles Times pod koniec lat 80., a potem opublikował też w swojej książce "Frontiers" w 1991 roku. W eseju tym Asimov rozważa fakt istnienia dużej liczby obiektów planetarnych (duże obiekty Układu Słonecznego oprócz Słońca i naturalnych satelitów), oraz że granica pomiędzy dużymi planetami a planetoidami nie jest ściśle określona.

Porównanie wielkości ziemskiego Księżyca, Trytona (księżyca Neptuna), Charona (księżyca Plutona), kilku "mezoplanet" i większych planetoid

Stwierdza, że konieczne jest określenie parametrów klasyfikacji tych obiektów. Asimov podkreśla, że istnieje różnica między Merkurym, dla którego nie ma wątpliwości, że należy do kategorii dużych planet i Ceres, największego znanego obiektu planetarnego, dla którego nie ma wątpliwości, żeby zaliczyć go do kategorii planetoid. Pluton natomiast jak stwierdzono leży pomiędzy tymi dwiema kategoriami. Zamiast określania, czy Pluton należy do "dużych" czy do "małych planet", Asimov proponuje, żeby każdy obiekt o wielkości pomiędzy tymi dwiema kategoriami nazwać mezoplanetą (ang. – mesoplanet), ponieważ "mesos" w języku greckim oznacza "średni".
Od czasu publikacji wspomnianego eseju odkryto kilka innych ciał o wielkości pomiędzy rozmiarami Ceres i Merkurego a więc takiej, dla której stwierdzono potrzebę użycia nowego terminu. Ostatecznie jednak w 2006 roku Międzynarodowa Unia Astronomiczna uchwaliła wprowadzenie dla określenia ciał średniej wielkości terminu planeta karłowata. Obecnie do kategorii tej zaliczają się: Ceres, Pluton, Haumea, Makemake i Eris.